# Мол
Мол (от итал. molo) — насыпь, вал, плотина, пересыпь, свайная забойка с засыпкой, прикрывающая гавань от волн, внешнее портовое сооружение, гидротехническое оградительное сооружение для защиты акватории порта от волнения, примыкающее одним концом к берегу.
Волнолом или больверк (брекватер), в отличие от мола, не примыкает к берегу.

## История
С развитием морского дела в мире развивалось и гидротехническое дело. Так для защиты судов (кораблей) от внешнего воздействия ветра и волнения в нужном месте берега, избранного для стоянки судов (кораблей) прибрежной части моря, люди стали возводить защитные сооружения, одним из них и стала пересыпь, насыпь, вал, плотина для ограждения пространства воды, обыкновенно из каменной насыпи или обделанный камнем, которую стали называть «молами» или «дамбами». Одновременно мол может служить для размещения причалов и перегрузочных устройств.
В портах, расположенных на открытом берегу, сооружают 2 сходящихся или параллельных мола с воротами между ними (парные молы). Если порт расположен в бухте, берега которой частично защищают акваторию от ветра и волн, обычно ограничиваются одним молом. Конструкцию и тип мола в основном определяют гидрологическим режимом и геологическими условиями района расположения порта.

## Виды и типы
Различают молы:
- Откосного типа, сооружаемые наброской из камня или бетонных массивов
- Вертикального типа в виде стенок, возводимых из каменной кладки, бетонных или железобетонных массивов
- Комбинированного типа (сочетание первых двух типов)

Головную (выдвинутую в море) часть мола делают на 1—1,5 метра выше остальной и на ней устанавливают сигнальный огонь или маяк.